# AFC East
AFC East è la division orientale della American Football Conference, nata nel 1970 a seguito della fusione tra American Football League e National Football League ed originariamente formatasi nel 1960 come Eastern Division della AFL.
Attualmente ne fanno parte: i Buffalo Bills, i Miami Dolphins, i New England Patriots e i New York Jets.

## Storia
La divisione originale contava 4 membri: i Bills, i Patriots (denominati dal 1960 al 1970 Boston Patriots), i New York Titans (che avrebbero cambiato nome in New York Jets nel 1962) e gli Houston Oilers. A queste squadre si aggiunsero nel 1966 i Miami Dolphins.
Nel 1970, a seguito della fusione tra AFL e NFL, la division venne assorbita quasi integralmente con la sola eccezione degli Oilers che vennero inseriti nella AFC Central (precedentemente chiamata NFL Century Division, ora AFC North) e sostituiti dai Baltimore Colts, provenienti dalla NFL Coastal Division (che sarebbe poi divenuta la NFC West).
Nonostante il trasferimento a Indianapolis del 1984, i Colts continuarono a far parte della AFC East fino alla riorganizzazione della NFL del 2002, a seguito della quale furono inseriti nella AFC South (in cui vennero inseriti anche i successori degli Oilers, i Tennessee Titans).
Una particolarità delle squadre facenti parte della AFC East è che nessuna di loro gioca in uno stadio situato nella zona centrale della città che rappresenta:
- I Patriots giocano a Foxborough, un sobborgo di Boston
- I Jets giocano a East Rutherford, nel New Jersey
- I Dolphins giocano a Miami Gardens, in Florida
- I Bills giocano sette partite a Orchard Park, nello Stato di New York ed una a Toronto.

Cronologia della AFC East

## Albo d'oro della AFC East
| Stagione             | Squadra              | Risultato            | Risultato nei play-off                  |
| col nome di AFL East | col nome di AFL East | col nome di AFL East | col nome di AFL East                    |
| -------------------- | -------------------- | -------------------- | --------------------------------------- |
| 1960                 | Houston Oilers       | 10-4-0               | vittoria nell'AFL Championship Game     |
| 1961                 | Houston Oilers       | 10-3-1               | vittoria nell'AFL Championship Game     |
| 1962                 | Houston Oilers       | 11-3-0               | sconfitta nell'AFL Championship Game    |
| 1963                 | Boston Patriots      | 7-6-1                | sconfitta nell'AFL Championship Game    |
| 1964                 | Buffalo Bills        | 12-2-0               | vittoria nell'AFL Championship Game     |
| 1965                 | Buffalo Bills        | 10-3-1               | vittoria nell'AFL Championship Game     |
| 1966                 | Buffalo Bills        | 9-4-1                | sconfitta nell'AFL Championship Game    |
| 1967                 | Houston Oilers       | 9-4-1                | sconfitta nell'AFL Championship Game    |
| 1968                 | New York Jets        | 11-3-0               | vittoria nel Super Bowl III             |
| 1969                 | New York Jets        | 10-4-0               | sconfitta nell'Inter-Divisional Playoff |
| col nome di AFC East |                      |                      |                                         |
| 1970                 | Baltimore Colts      | 11-2-1               | vittoria nel Super Bowl V               |
| 1971                 | Miami Dolphins       | 10-3-1               | sconfitta nel Super Bowl VI             |
| 1972                 | Miami Dolphins       | 14-0-0               | vittoria nel Super Bowl VII             |
| 1973                 | Miami Dolphins       | 12-2-0               | vittoria nel Super Bowl VIII            |
| 1974                 | Miami Dolphins       | 11-3-0               | sconfitta nell'AFC Divisional Playoff   |
| 1975                 | Baltimore Colts      | 10-4-0               | sconfitta nell'AFC Divisional Playoff   |
| 1976                 | Baltimore Colts      | 11-3-0               | sconfitta nell'AFC Divisional Playoff   |
| 1977                 | Baltimore Colts      | 10-4-0               | sconfitta nell'AFC Divisional Playoff   |
| 1978                 | New England Patriots | 11-5-0               | sconfitta nell'AFC Divisional Playoff   |
| 1979                 | Miami Dolphins       | 10-6-0               | sconfitta nell'AFC Divisional Playoff   |
| 1980                 | Buffalo Bills        | 11-5-0               | sconfitta nell'AFC Divisional Playoff   |
| 1981                 | Miami Dolphins       | 11-4-1               | sconfitta nell'AFC Divisional Playoff   |
| 1982                 | Miami Dolphins       | 7-2-0                | sconfitta nel Super Bowl XVII           |
| 1983                 | Miami Dolphins       | 12-4-0               | sconfitta nell'AFC Divisional Playoff   |
| 1984                 | Miami Dolphins       | 14-2-0               | sconfitta nel Super Bowl XIX            |
| 1985                 | Miami Dolphins       | 12-4-0               | sconfitta nell'AFC Championship Game    |
| 1986                 | New England Patriots | 11-5-0               | sconfitta nell'AFC Divisional Playoff   |
| 1987                 | Indianapolis Colts   | 9-6-0                | sconfitta nell'AFC Divisional Playoff   |
| 1988                 | Buffalo Bills        | 12-4-0               | sconfitta nell'AFC Championship Game    |
| 1989                 | Buffalo Bills        | 9-7-0                | sconfitta nell'AFC Divisional Playoff   |
| 1990                 | Buffalo Bills        | 13-3-0               | sconfitta nel Super Bowl XXV            |
| 1991                 | Buffalo Bills        | 13-3-0               | sconfitta nel Super Bowl XXVI           |
| 1992                 | Miami Dolphins       | 11-5-0               | sconfitta nell'AFC Championship Game    |
| 1993                 | Buffalo Bills        | 12-4-0               | sconfitta nel Super Bowl XXVIII         |
| 1994                 | Miami Dolphins       | 10-6-0               | sconfitta nell'AFC Divisional Playoff   |
| 1995                 | Buffalo Bills        | 10-6-0               | sconfitta nell'AFC Divisional Playoff   |
| 1996                 | New England Patriots | 11-5-0               | sconfitta nel Super Bowl XXXI           |
| 1997                 | New England Patriots | 10-6-0               | sconfitta nell'AFC Divisional Playoff   |
| 1998                 | New York Jets        | 12-4-0               | sconfitta nell'AFC Championship Game    |
| 1999                 | Indianapolis Colts   | 13-3-0               | sconfitta nell'AFC Divisional Playoff   |
| 2000                 | Miami Dolphins       | 11-5-0               | sconfitta nell'AFC Divisional Playoff   |
| 2001                 | New England Patriots | 11-5-0               | vittoria nel Super Bowl XXXVI           |
| 2002                 | New York Jets        | 9-7-0                | sconfitta nell'AFC Divisional Playoff   |
| 2003                 | New England Patriots | 14-2-0               | vittoria nel Super Bowl XXXVIII         |
| 2004                 | New England Patriots | 14-2-0               | vittoria nel Super Bowl XXXIX           |
| 2005                 | New England Patriots | 10-6-0               | sconfitta nell'AFC Divisional Playoff   |
| 2006                 | New England Patriots | 12-4-0               | sconfitta nell'AFC Championship Game    |
| 2007                 | New England Patriots | 16-0-0               | sconfitta nel Super Bowl XLII           |
| 2008                 | Miami Dolphins       | 11-5-0               | sconfitta nell'AFC Wild Card Game       |
| 2009                 | New England Patriots | 10-6-0               | sconfitta nell'AFC Wild Card Game       |
| 2010                 | New England Patriots | 14-2-0               | sconfitta nell'AFC Divisional Playoff   |
| 2011                 | New England Patriots | 13-3-0               | sconfitta nel Super Bowl XLVI           |
| 2012                 | New England Patriots | 12-4-0               | sconfitta nell'AFC Championship Game    |
| 2013                 | New England Patriots | 12-4-0               | sconfitta nell'AFC Championship Game    |
| 2014                 | New England Patriots | 12-4-0               | vittoria nel Super Bowl XLIX            |
| 2015                 | New England Patriots | 12-4-0               | sconfitta nell'AFC Championship Game    |
| 2016                 | New England Patriots | 14-2-0               | vittoria nel Super Bowl LI              |
| 2017                 | New England Patriots | 13-3-0               | sconfitta nel Super Bowl LII            |
| 2018                 | New England Patriots | 11-5-0               | vittoria nel Super Bowl LIII            |
| 2019                 | New England Patriots | 12-4-0               | sconfitta nell'AFC Wild Card Game       |
| 2020                 | Buffalo Bills        | 13–3–0               | sconfitta nell'AFC Championship Game    |
| 2021                 | Buffalo Bills        | 11–6–0               | sconfitta nell'AFC Divisional Playoff   |
| 2022                 | Buffalo Bills        | 13–3–0               | sconfitta nell'AFC Divisional Playoff   |
| 2023                 | Buffalo Bills        | 11–6–0               | sconfitta nell'AFC Divisional Playoff   |
| 2024                 | Buffalo Bills        | 13–4–0               | sconfitta nell'AFC Championship Game    |

## Squadre qualificate conWild Card
| Stagione | Squadra              | Risultato | Risultato nei play-off                  |
| -------- | -------------------- | --------- | --------------------------------------- |
| 1969     | Houston Oilers       | 6-6-2     | sconfitta nell'Inter-Divisional Playoff |
| 1970     | Miami Dolphins       | 10-4-1    | sconfitta nell'AFC Conference Playoff   |
| 1971     | Baltimore Colts      | 10-4-0    | sconfitta nell'AFC Championship Game    |
| 1972     | nessuna              |           |                                         |
| 1973     | nessuna              |           |                                         |
| 1974     | Buffalo Bills        | 9-5-0     | sconfitta nell'AFC Conference Playoff   |
| 1975     | nessuna              |           |                                         |
| 1976     | New England Patriots | 11-3-0    | sconfitta nell'AFC Conference Playoff   |
| 1977     | nessuna              |           |                                         |
| 1978     | Miami Dolphins       | 11-5-0    | sconfitta nel AFC Wild Card Game        |
| 1979     | nessuna              |           |                                         |
| 1980     | nessuna              |           |                                         |
| 1981     | Buffalo Bills        | 10-6-0    | sconfitta nell'AFC Conference Playoff   |
| 1981     | New York Jets        | 10-5-1    | sconfitta nel AFC Wild Card Game        |
| 1982     | nessuna              |           |                                         |
| 1983     | nessuna              |           |                                         |
| 1984     | nessuna              |           |                                         |
| 1985     | New England Patriots | 11-5-0    | sconfitta nel Super Bowl XX             |
| 1985     | New York Jets        | 11-5-0    | sconfitta nel AFC Wild Card Game        |
| 1986     | New York Jets        | 10-6-0    | sconfitta nell'AFC Conference Playoff   |
| 1987     | nessuna              |           |                                         |
| 1988     | nessuna              |           |                                         |
| 1989     | nessuna              |           |                                         |
| 1990     | Miami Dolphins       | 12-4-0    | sconfitta nell'AFC Divisional Playoff   |
| 1991     | New York Jets        | 8-8-0     | sconfitta nel AFC Wild Card Game        |
| 1992     | Buffalo Bills        | 11-5-0    | sconfitta nel Super Bowl XXVII          |
| 1993     | nessuna              |           |                                         |
| 1994     | New England Patriots | 10-6-0    | sconfitta nel AFC Wild Card Game        |
| 1995     | Indianapolis Colts   | 9-7-0     | sconfitta nel AFC Championship Game     |
| 1995     | Miami Dolphins       | 9-7-0     | sconfitta nel AFC Wild Card Game        |
| 1996     | Buffalo Bills        | 10-6-0    | sconfitta nel AFC Wild Card Game        |
| 1996     | Indianapolis Colts   | 9-7-0     | sconfitta nel AFC Wild Card Game        |
| 1997     | Miami Dolphins       | 9-7-0     | sconfitta nel AFC Wild Card Game        |
| 1998     | Buffalo Bills        | 10-6-0    | sconfitta nel AFC Wild Card Game        |
| 1998     | Miami Dolphins       | 10-6-0    | sconfitta nel AFC Divisional Playoff    |
| 1998     | New England Patriots | 9-7-0     | sconfitta nel AFC Wild Card Game        |
| 1999     | Buffalo Bills        | 11-5-0    | sconfitta nel AFC Wild Card Game        |
| 1999     | Miami Dolphins       | 9-7-0     | sconfitta nel AFC Divisional Playoff    |
| 2000     | Indianapolis Colts   | 10-6-0    | sconfitta nel AFC Wild Card Game        |
| 2001     | Miami Dolphins       | 11-5-0    | sconfitta nel AFC Wild Card Game        |
| 2001     | New York Jets        | 10-6-0    | sconfitta nel AFC Wild Card Game        |
| 2002     | nessuna              |           |                                         |
| 2003     | nessuna              |           |                                         |
| 2004     | New York Jets        | 10-6-0    | sconfitta nell'AFC Divisional Playoff   |
| 2005     | nessuna              |           |                                         |
| 2006     | New York Jets        | 10-6-0    | sconfitta nell'AFC Wild Card Game       |
| 2007     | nessuna              |           |                                         |
| 2008     | nessuna              |           |                                         |
| 2009     | New York Jets        | 9-7-0     | sconfitta nell'AFC Championship Game    |
| 2010     | New York Jets        | 11-5-0    | sconfitta nell'AFC Championship Game    |
| 2011     | nessuna              |           |                                         |
| 2012     | nessuna              |           |                                         |
| 2013     | nessuna              |           |                                         |
| 2014     | nessuna              |           |                                         |
| 2015     | nessuna              |           |                                         |
| 2016     | Miami Dolphins       | 10-6-0    | sconfitta nell'AFC Wild Card Game       |
| 2017     | Buffalo Bills        | 9-7-0     | sconfitta nell'AFC Wild Card Game       |
| 2018     | nessuna              |           |                                         |
| 2019     | Buffalo Bills        | 10-6-0    | sconfitta nell'AFC Wild Card Game       |
| 2020     | nessuna              |           |                                         |
| 2021     | New England Patriots | 10-7-0    | sconfitta nell'AFC Wild Card Game       |
| 2022     | Miami Dolphins       | 9-8-0     | sconfitta nell'AFC Wild Card Game       |
| 2023     | Miami Dolphins       | 11-6-0    | sconfitta nell'AFC Wild Card Game       |
| 2024     | nessuna              |           |                                         |

## Partecipazioni totali ai play-off
| Squadra              | Vittorie nella division | Qualificazioni ai play-off | Partecipazioni/vittorie al Super Bowl |
| -------------------- | ----------------------- | -------------------------- | ------------------------------------- |
| New England Patriots | 22                      | 28                         | 11/6                                  |
| Miami Dolphins       | 14                      | 25                         | 5/2                                   |
| Buffalo Bills        | 15                      | 23                         | 4/0                                   |
| Indianapolis Colts   | 6                       | 10                         | 3/2                                   |
| New York Jets        | 4                       | 13                         | 1/1                                   |
| Houston Oilers       | 4                       | 5                          | 1/0                                   |

1. ↑  Col nome di Baltimore Colts fino al 1984, trasferiti nel 2002 nella AFC South
2. ↑  Trasferiti nel 1970 nella AFC Central